# 曼子语支

中国云南省文山州的位置

曼子语支或麻峨语支是一小群与其他缅彝语群语言分歧最大的缅彝语（邱富元2012）。
曼子语支分布在文山壮族苗族自治州中国云南省和国境另一侧的越南河江省，嘎苏语属于此分类。

## 分类
修至诚整理出了如下的曼子语支分类。
- 嘎苏语
- 核心曼子语
  - 䏵俖语
  - 估涡语 （麻峨）、估涡语 （麻阿）
  - 末昂语
  - 曼子语、模耆语
  - 普标彝语
  - 矛部语、[2]老本语[3]
  - 孟噗语[4]

修至诚整理出了经过订正的曼子语支分类，如下：
- 西北曼子语：嘎苏语

- 核心曼子语
  - 南部曼子语：曼子语/模耆语方言群
  - 东南曼子语：末昂语方言群
  - 东部曼子语
    - 估涡语 （麻峨）/估涡语 （麻阿）方言群
    - 孟噗语
    - 普标彝语

  - 中部曼子语
    - 䏵俖语
    - 矛部语、老本语

## 音变
丘富源歸納出了下列原始彝语到广南倮倮语的音变规则。
- *tsʰ- > s-
- *ɣr- > ʐ-
- *ɣʷ- > b-